# Zarrentin am Schaalsee
Zarrentin am Schaalsee (bis 2004: Zarrentin) ist eine Stadt im Landkreis Ludwigslust-Parchim in Mecklenburg-Vorpommern (Deutschland). Sie ist Sitz des Amtes Zarrentin, dem vier weitere Gemeinden angehören. Die Stadt ist Teil der Metropolregion Hamburg und zudem für ihre Umgebung ein Grundzentrum.

## Geografie
Die Stadt liegt im Westen Mecklenburg-Vorpommerns an der Grenze zu Schleswig-Holstein, etwa 50 Kilometer östlich von Hamburg und 30 Kilometer westlich von Schwerin. Die Kernstadt liegt am Südufer des stark gegliederten Schaalsees, der Teil des gleichnamigen Biosphärenreservats ist. Die das Stadtgebiet durchfließende Schaale bildet den natürlichen Abfluss des Sees. Weitere Gewässer in der Gemarkung sind unter anderem der Hammerbach, die Boize, die Kleine Schaale, der Neuenkirchener See und der Boissower See. Mehrere Landstriche und Wasserflächen sind als Naturschutzgebiete ausgewiesen.
Zarrentin befindet sich direkt südlich des maximalen Eisvorstoßes der Weichseleiszeit (Frankfurter Stadium) in einem Sandergebiet, die nördlichen Ortsteile liegen in den Endmoränenzügen. Die Flächen werden mehrheitlich landwirtschaftlich bewirtschaftet. Vereinzelt, vor allem am Ufer des Schaalsees, gibt es Wälder.
Umgeben wird Zarrentin am Schaalsee von den Nachbargemeinden Kittlitz und Kneese im Norden, Krembz und Rögnitz im Nordosten, Wittendörp im Osten, Kogel im Süden, Lüttow-Valluhn im Südwesten, Gudow im Westen sowie Hollenbek, Klein Zecher, Seedorf und Salem im Nordwesten.
Stadtgliederung
Zur Stadt Zarrentin am Schaalsee gehören folgende Ortsteile:
| |  |  |
| - Bantin (mit den Orten Boissow und Schaliß) - Boize - Lassahn (mit den Orten Bernstorf, Hakendorf, Stintenburg, Stintenburg-Hütte und Techin) - Neuhof (mit dem Ort Neuenkirchen) - Testorf |  |  |

## Geschichte

### Name
Der Ort wurde im Jahr 1194 als „Zarnethin“ erstmals urkundlich erwähnt. Der Name leitet sich vom altslawischen Wort „črŭnŭ“ ab und bedeutet so viel wie „Ort des Schwarzen“.

### Mittelalter

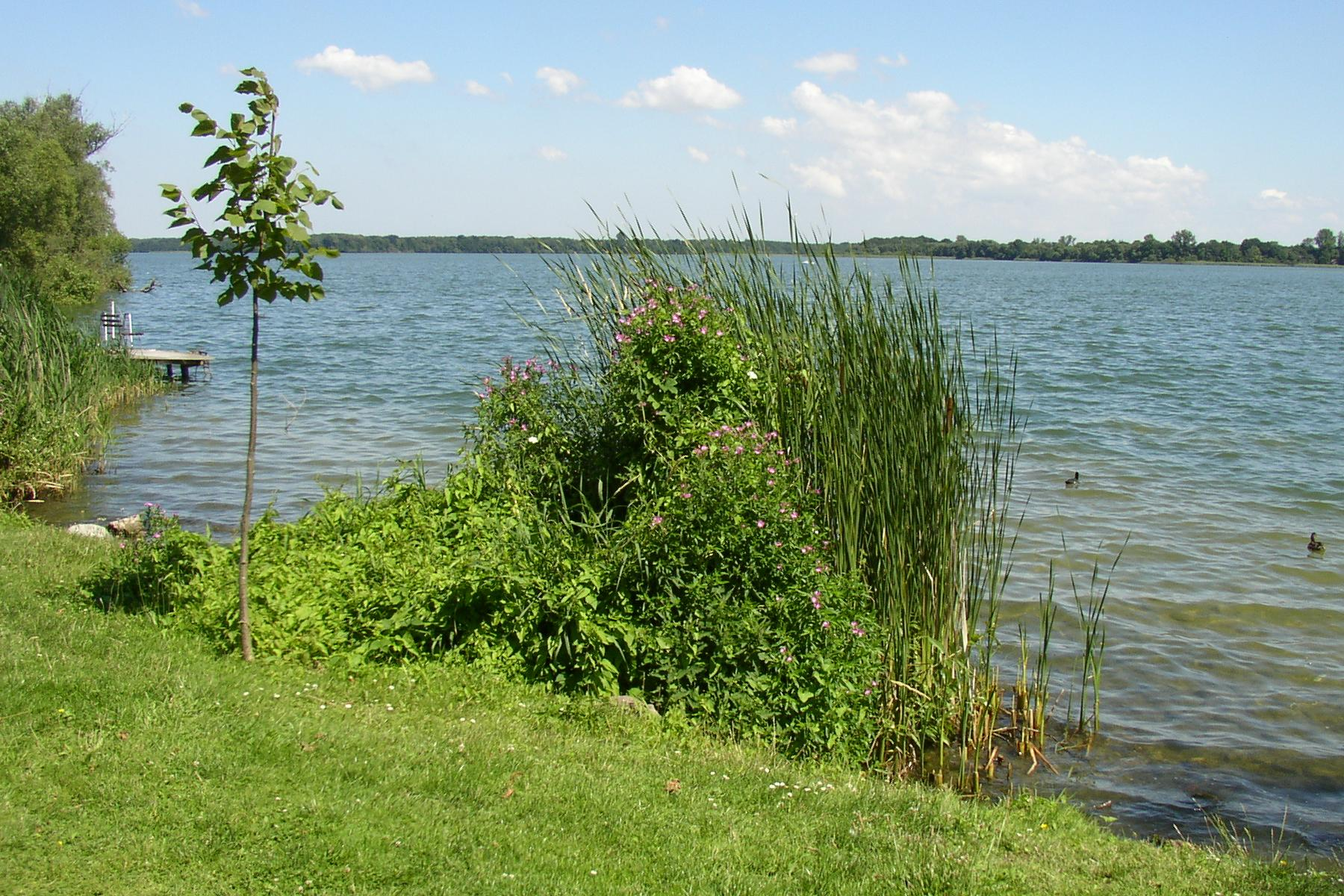
Schaalsee

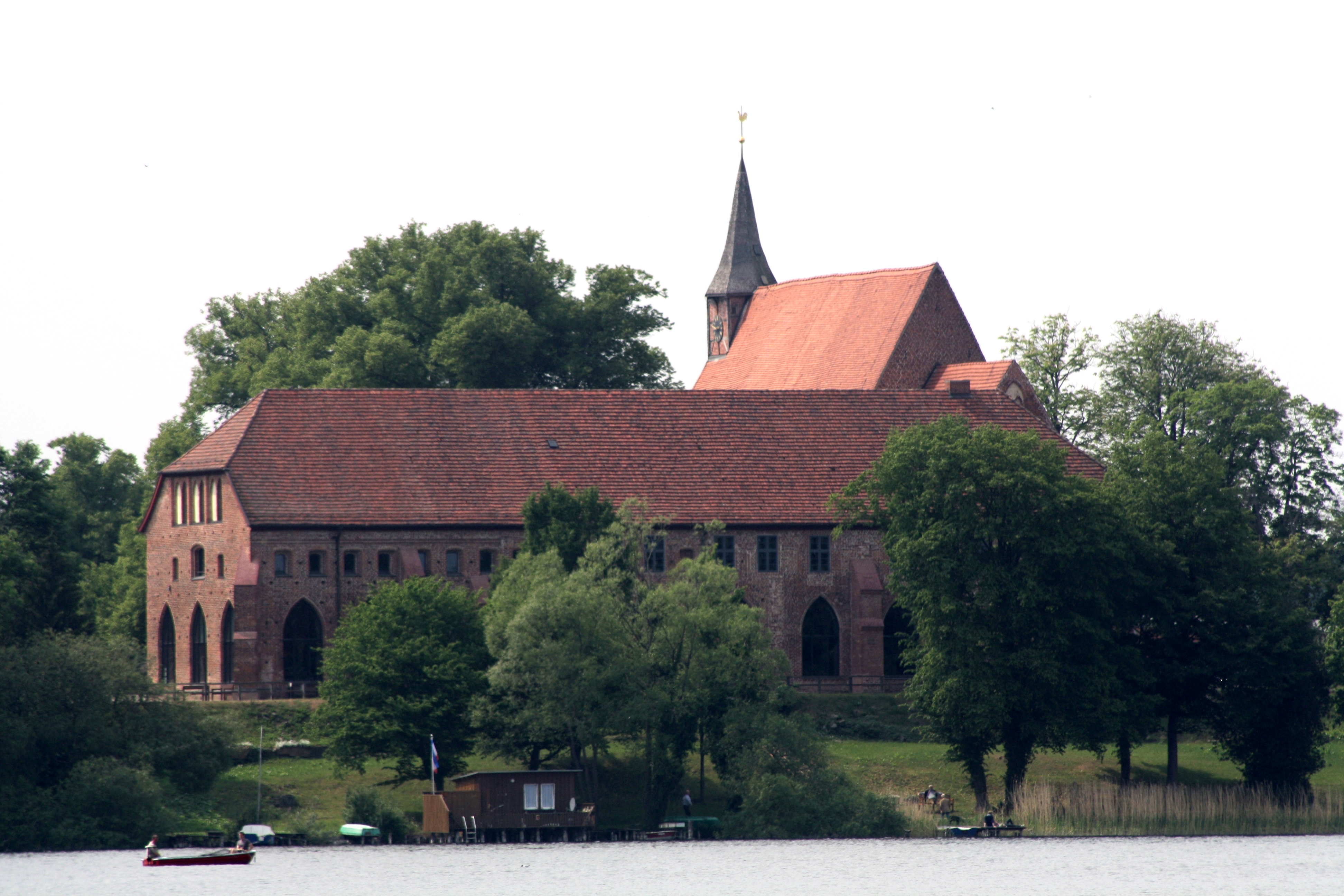
Kloster Zarrentin, Blick vom Schaalsee

Nach der Unterwerfung der Slawen kam Zarrentin um 1139/1143 unter die Herrschaft des Grafen Heinrich von Badewide. Deutsche Bauern – wohl zumeist aus den westlichen Nachbargebieten – siedelten sich an. Der Ort wurde erstmals urkundlich 1194 als deutsches Pfarrdorf erwähnt, mit einer romanischen Feldsteinkirche im Bistum Ratzeburg. Ort und Kirche Zarrentin werden auch 1230 im Ratzeburger Zehntregister genannt, das die damals zum Bistum Ratzeburg gehörenden Ortschaften geordnet nach Kirchspielen auflistet. Nach der Schlacht bei Bornhöved (1227) kam der Ort an die Grafschaft Schwerin und 1359 an das Herzogtum Mecklenburg.

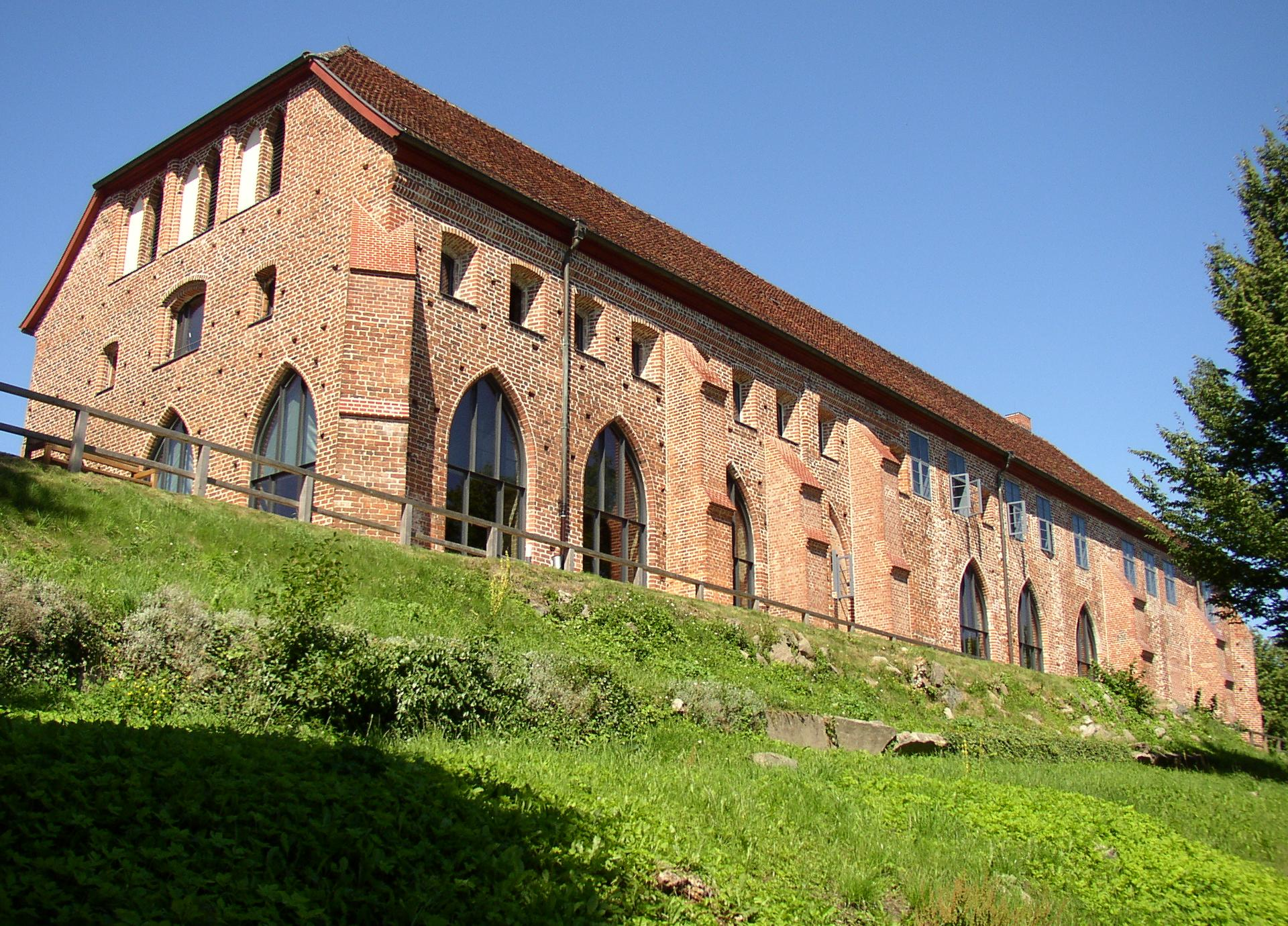
Seeseite des Ostflügels vom Kloster Zarrentin

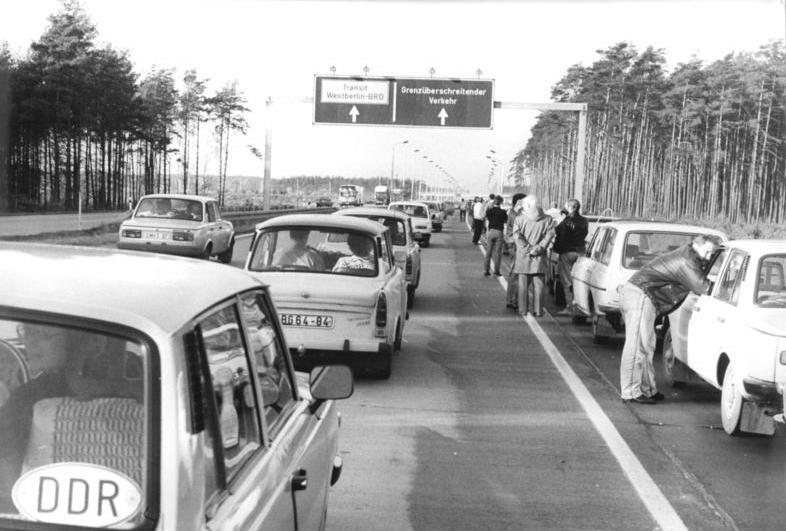
Grenzübergangsstelle vor Zarrentin am 12. November 1989

Um 1250 wurde das Zisterzienserinnenkloster gegründet, urkundlich erstmals benannt wird es 1251. Am 19. Mai 1252 bestätigte Bischof Friedrich von Ratzeburg die Stiftung des Klosters. Die Pfarrkirche wurde Klosterkirche. 1460 wurde unter Verwendung von Teilen der alten Kirche mit Ablassmitteln das heutige gotische Langhaus errichtet.
1552 wurde auf Befehl des Herzogs Johann Albrecht I. das Nonnenkloster säkularisiert. Nach 1576 wurden die baufälligen Süd- und Westflügel abgerissen; der Ostflügel aus dem 14. Jahrhundert blieb erhalten. Nunmehr wurde das Amt Zarrentin, zu dem noch zwölf weitere Orte gehörten, von Beamten des Herzogtums verwaltet. Aus Geldnot wurde das Amt vom Herzog von 1569 bis 1766, und dann noch einmal von 1734 bis 1766 an Hannover verpfändet.

### Ab 1600
Im Dreißigjährigen Krieg wurde auch in Zarrentin durch kaiserliche oder schwedische Truppen geplündert, gebrandschatzt und gemordet. Wenige Einwohner überlebten in Armut. 1672 konnte die Kirche renoviert und der Westturm fertiggestellt werden. 1695, 1729 und 1775 brannte der Ort jeweils fast vollständig nieder.
Im Befreiungskrieg, am 18. September 1813, kam es in der Stadt zu einem schweren Gefecht zwischen französisch-dänischen Truppen und dem Lützowschen Freikorps.
1834 erfolgte die Zusammenlegung der Ämter von Zarrentin und Wittenburg. 1875 trat der erste gewählte Gemeinderat zusammen.
Das ursprüngliche Straßendorf erweiterte sich im 19. Jahrhundert. In der Küsterschule neben dem Pfarrhaus wurde unterrichtet. 1896 erfolgte der Anschluss an die Bahnstrecke Hagenow Land–Bad Oldesloe. Nun siedelten sich eine Fassfabrik, eine Kartoffelflockenfabrik, eine Kalkbrennerei, Bauunternehmer, Korn- und Viehhandlungen an. Das Gaswerk wurde erbaut, Zarrentin wuchs beträchtlich. Am 1. April 1938 – mit erreichten 2000 Einwohnern – erhielt Zarrentin das Stadtrecht. Seither entwickelte es sich auch zum Ausflugs- und Urlaubsort.
Nach dem Zweiten Weltkrieg wurde Zarrentin eine isolierte Grenzstadt in einem kontrollierten Grenzbezirk der DDR. Selbst der Zugang zum benachbarten Schaalsee wurde verwehrt. Es wurde in dieser Zeit die zentrale Wasserversorgung installiert, eine neue Schule gebaut, der Kindergarten entstand, und die Straßenzustände verbesserten sich. Das Klostergebäude verfiel jedoch weiter.
Von 1952 bis 1994 gehörte Zarrentin zum Kreis Hagenow (bis 1990 im DDR-Bezirk Schwerin, 1990–1994 im Land Mecklenburg-Vorpommern). 1994 wurde die Stadt in den Landkreis Ludwigslust eingegliedert. Seit dem 13. Juni 2004 führt die Stadt die offizielle Bezeichnung Zarrentin am Schaalsee. Seit der Kreisgebietsreform 2011 liegt sie im Landkreis Ludwigslust-Parchim.
Im November 1982 wurde die Transitautobahn Hamburg – Berlin fertiggestellt. Vor den Toren Zarrentins entstand ein weitläufiger Grenzübergang. Nach der Wiedervereinigung wurden die Anlagen zurückgebaut. Auf dem Gelände befinden sich seitdem eine Autobahnraststätte und ein großes Gewerbegebiet. Nach der Wende wurde ab 1991 die Stadt mit Hilfe der Städtebauförderung gründlich saniert. Das verfallene Klostergebäude konnte so gerettet werden und dient nunmehr der Stadtverwaltung und als Bibliothek, ferner für Konzerte, Ausstellungen und sonstige kulturelle Nutzungen.
Durch ein 260 Hektar großes Gewerbegebiet an der Autobahn konnten mehr als 1500 Arbeitsplätze geschaffen werden. Die Stadt wurde an ein Ferngasnetz und an eine zentrale Abwasserentsorgung angeschlossen. Auch der „sanfte“ Tourismus erlebte einen deutlichen Aufschwung. 2000 wurde das Biosphärenreservat Schaalsee an der Grenze zu Schleswig-Holstein als Biosphärenreservat ausgewiesen.

### Geschichte der Ortsteile
Lassahn wurde 1230 im Ratzeburger Zehntregister erstmals urkundlich erwähnt. Der wendische Name Lassahn weist auf Waldbewohner hin. Die St.-Abundus-Kirche ist bereits um 1230 vorhanden. Weiteres siehe bei Lassahn#Geschichte.
Stintenburginsel befand sich im 13. Jahrhundert im Besitz der Grafschaft Schwerin. Gutsbesitzer waren dann u. a. die Familien Herzog von Lauenburg (1642–1680), von Lützow, von Bülow, von Hammerstein (bis 1740) und von Bernstorff (bis 1944 und ab 1993). Das Herrenhaus stammt von 1817. Weiteres siehe bei Stintenburginsel#Geschichte.

### Eingemeindungen
Boize gehört seit dem 1. Januar 1957 zu Zarrentin. Testorf kam am 1. Januar 1974 hinzu. Am 13. Juni 2004 wurden die Gemeinden Bantin, Lassahn und Neuhof in die Stadt Zarrentin eingegliedert. Gleichzeitig wurde der Stadtname in Zarrentin am Schaalsee geändert.

## Bevölkerung
| Jahr | Einwohner |
| ---- | --------- |
| 1990 | 2380      |
| 1995 | 2388      |
| 2000 | 3120      |
| 2005 | 4605      |
| 2010 | 4655      |
| 2015 | 5103      |

| Jahr | Einwohner |
| ---- | --------- |
| 2020 | 5369      |
| 2021 | 5421      |
| 2022 | 5484      |
| 2023 | 5518      |

 Stand: 31. Dezember des jeweiligen Jahres
Der starke Bevölkerungsanstieg 2005 ist auf die Eingemeindung von drei Orten im Jahr 2004 zurückzuführen.

## Politik

### Stadtvertretung
Die Stadtvertretung von Zarrentin besteht aus 16 Mitgliedern. Die Kommunalwahl am 9. Juni 2024 führte bei einer Wahlbeteiligung von 62,6 % zu folgendem Ergebnis:
| Partei / Wählergruppe             | Stimmenanteil 2019 | Sitze 2019 |  | Stimmenanteil 2024 | Sitze 2024 |
| --------------------------------- | ------------------ | ---------- |  | ------------------ | ---------- |
| Bürgernahe für Bürgernähe         | 58,9 %             | 9          |  | 69,5 %             | 11         |
| CDU                               | 20,3 %             | 3          |  | 20,4 %             | 3          |
| SPD                               | 10,4 %             | 2          |  | 10,1 %             | 2          |
| Die Linke                         | 05,0 %             | 1          |  | –                  | –          |
| Einzelbewerberin Dietlinde Böpple | 03,0 %             | 1          |  | –                  | –          |
| Einzelbewerber Kevin Fischer      | 02,4 %             | –          |  | –                  | –          |
| Insgesamt                         | 100 %              | 16         |  | 100 %              | 16         |

### Bürgermeister
- 1972–1990: Greta Glass (SED)[11]
- 1994–1999: Horst Raube (SPD)
- 1999–2014: Greta Glass (Bürgerbündnis für Zarrentin und Umgebung)[11]
- seit 2014: Klaus Draeger (Wählergruppe Bürgernahe für Bürgernähe)[12]

Draeger wurde in der Bürgermeisterwahl am 9. Juni 2024 mit 89,0 Prozent der gültigen Stimmen in seinem Amt bestätigt. Seine Amtszeit beträgt fünf Jahre.

### Wappen
| Wappen der Stadt Zarrentin | Blasonierung: „Geteilt; oben in Blau zwei silberne Fische übereinander; unten in Rot ein querrechter goldener Äbtissinnenstab.“ |
| Wappen der Stadt Zarrentin | Wappenbegründung: In dem Wappen sollen die beiden Fische auf blauem Grund zum einen auf die Lage des Ortes am Schaalsee und zum anderen auf die in diesem See vorkommenden Maränen verweisen, eine Fischart, die sich nur in wenigen, besonders tiefen Gewässern aufhält. Zum Vorhandensein der Maränen im Schaalsee ist eine Sage überliefert. Danach soll eine Äbtissin des Klosters Zarrentin einst dem Teufel ihre Seele versprochen haben, wenn er ihr bis Mitternacht ein paar Maränen heranschaffen würde. Von Gewissensbissen geplagt, beichtete sie schließlich. Eine Nonne sicherte ihr Hilfe zu und stellte die Kirchturmuhr eine Stunde vor. Gerade, als sich der Teufel über dem Schaalsee befand, schlug die Mitternachtsstunde. Voller Entsetzen über seine Verspätung und vor Wut über die somit verlorengegangene Seele ließ er die mitgebrachten Maränen in das Wasser fallen. Seither bevölkern sie den See. Der Äbtissinenstab soll an das vormalige Nonnenkloster erinnern. Die Farben Blau, Gold und Rot widerspiegeln die mecklenburgischen Farben. Das Wappen wurde nach einem vom Geheimen und Hauptarchiv Schwerin unterbreiteten Vorschlag von dem Schweriner Otto Menzel gestaltet. Es wurde am 13. Mai 1922 vom Mecklenburg-Schwerinschen Staatsministerium genehmigt und unter der Nr. 51 der Wappenrolle des Landes Mecklenburg-Vorpommern registriert. |

### Dienstsiegel
Das Dienstsiegel zeigt das Stadtwappen mit der Umschrift „STADT ZARRENTIN AM SCHAALSEE“.

## Kultur und Sehenswürdigkeiten

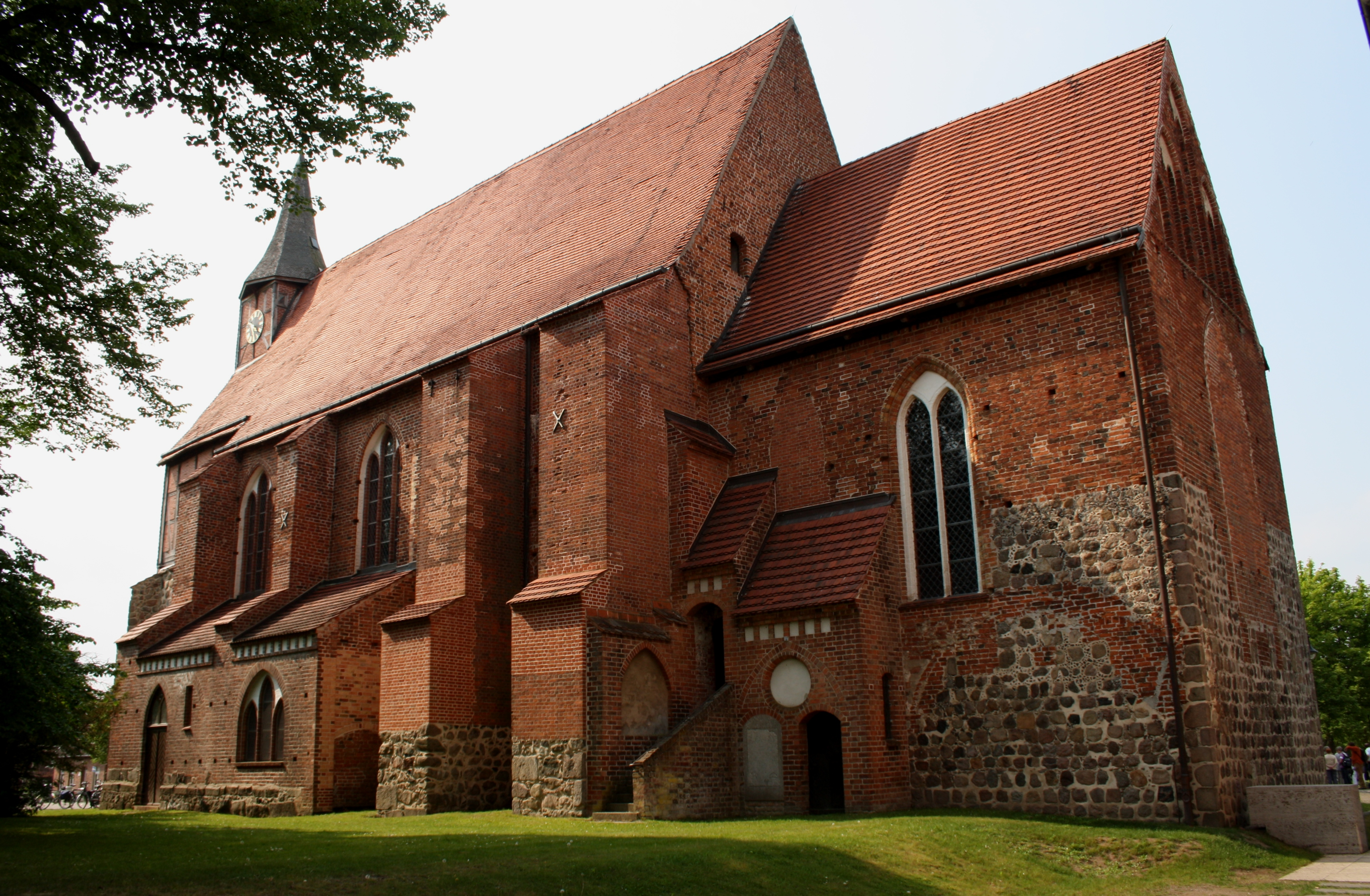
Klosterkirche Zarrentin

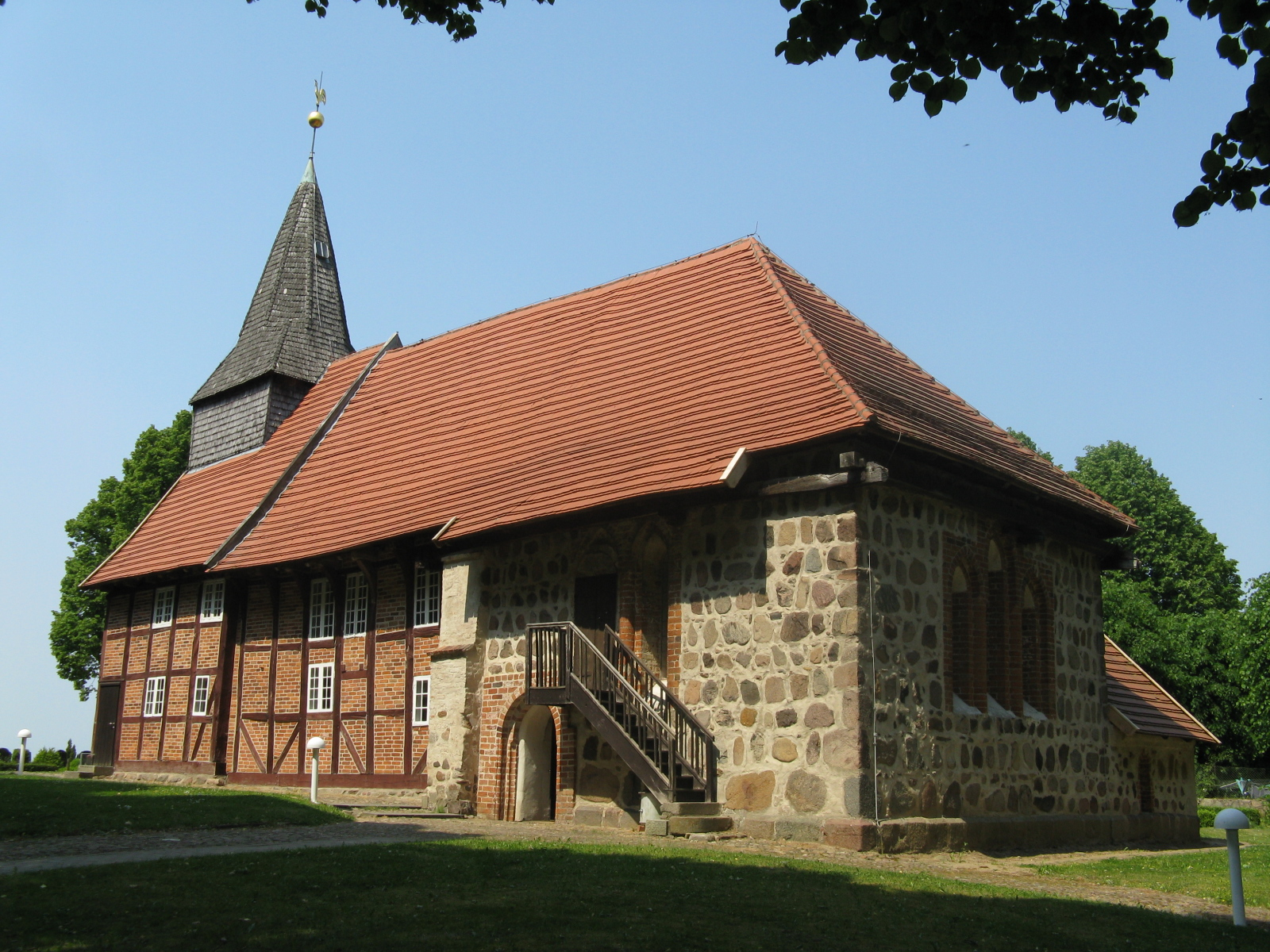
Dorfkirche in Lassahn

### Bauwerke
Die Kleinstadt Zarrentin – einer der ältesten Orte der Region – ist als Ganzes sehenswert auf Grund ihres kleinstädtischen fast dörflichen Charakters und durch ihre idyllische Lage am Schaalsee mit seiner Promenade.
- Kloster Zarrentin, 1248 gegründet und 1552 aufgelöst. Der erhaltene Ostflügel wurde aufwändig saniert und dient heute für kulturelle Ausstellungen, Konzerte und Veranstaltungen. Das Gebäude beherbergt im Kreuzgang eine Dauerausstellung zum Kloster und seiner Geschichte.
- Kirche Zarrentin (Feldstein- und Backsteinkirche), in der ersten Hälfte des 13. Jahrhunderts Dorfkirche, dann von etwa 1250 bis 1552 Pfarr- und Klosterkirche und danach wieder nur noch Pfarrkirche. 1460 wurde das heutige gotische Langhaus errichtet. 1672 wurde der Westturm fertiggestellt. Das romanische Feldsteinmauerwerk des Chores stammt aus den 1230/40er Jahren. Um 1300/10 wurde der Chor mit Backsteinmauerwerk erhöht. Im Langhaus und im Turm sind Teile aus dem 13. und 14. Jahrhundert enthalten. Die Kanzel von 1533/34 aus der Werkstatt des Bildschnitzers Benedikt Dreyer wurde 1699 aus der Lübecker Marienkirche erworben.
- Heimatmuseum, 1988 durch Bürgerinitiative gegründet, seit 2000 in der restaurierten ehemaligen Amtsscheune, der heutigen Klosterscheune auf dem Kirchplatz. Die Dokumentation und Sammlungen beinhalten eine Vielfalt von Informationen zur Stadt- und Regionalgeschichte.
- Rathaus / Amtshaus mit seinem Fachwerkteil (Backsteinbau mit neugotischen Giebeln)
- Pahlhuus, Informationszentrum des Biosphärenreservates Schaalsee
- St.-Abundus-Kirche in Lassahn mit Feldstein-Sakristei aus dem 13. Jahrhundert, erhielt im 17./18. Jahrhundert Fachwerkanbauten und einen Turm. Zur Innenausstattung gehört ein Altarbild von 1898. Auf der Turmspitze befindet sich ein goldener Hahn von 1980, im Turm eine Glocke von 1993. Zwei ausgediente Glocken sind vor der Kirche ausgestellt.

### Natur
- Biosphärenreservat Schaalsee, 309 km² groß, 2000 durch die UNESCO als internationales UNESCO-Biosphärenreservat anerkannt. Die Westseite des Schaalsees wurde schon 1960 als Naturpark Lauenburgische Seen unter Schutz gestellt.

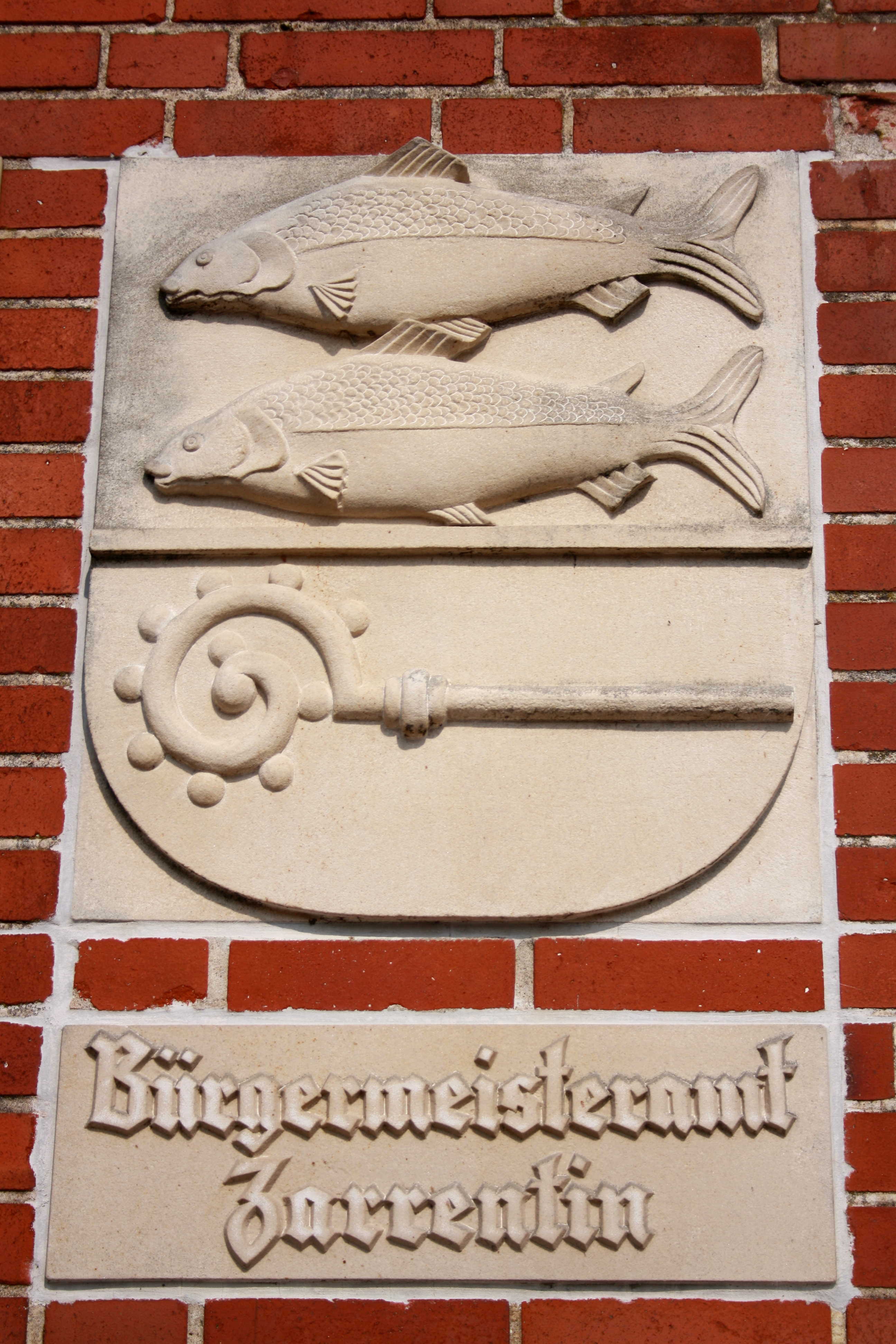
Stadtwappen Zarrentin am Rathaus
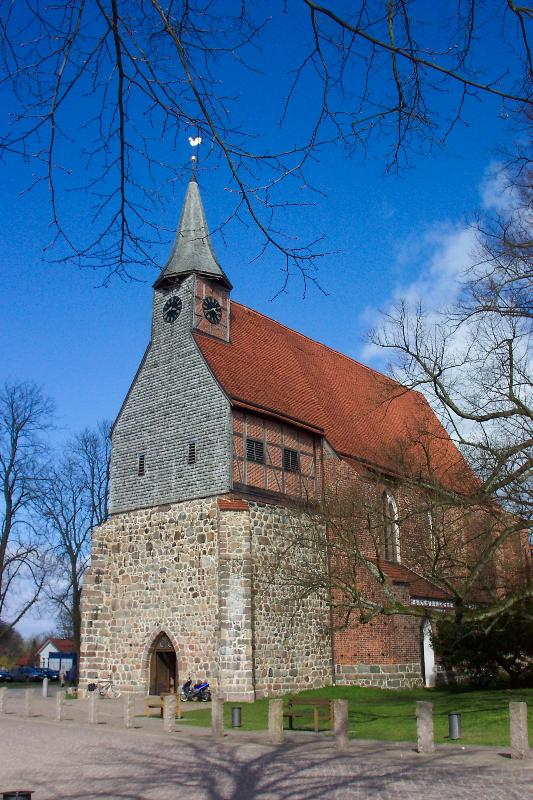
Klosterkirche, Westansicht
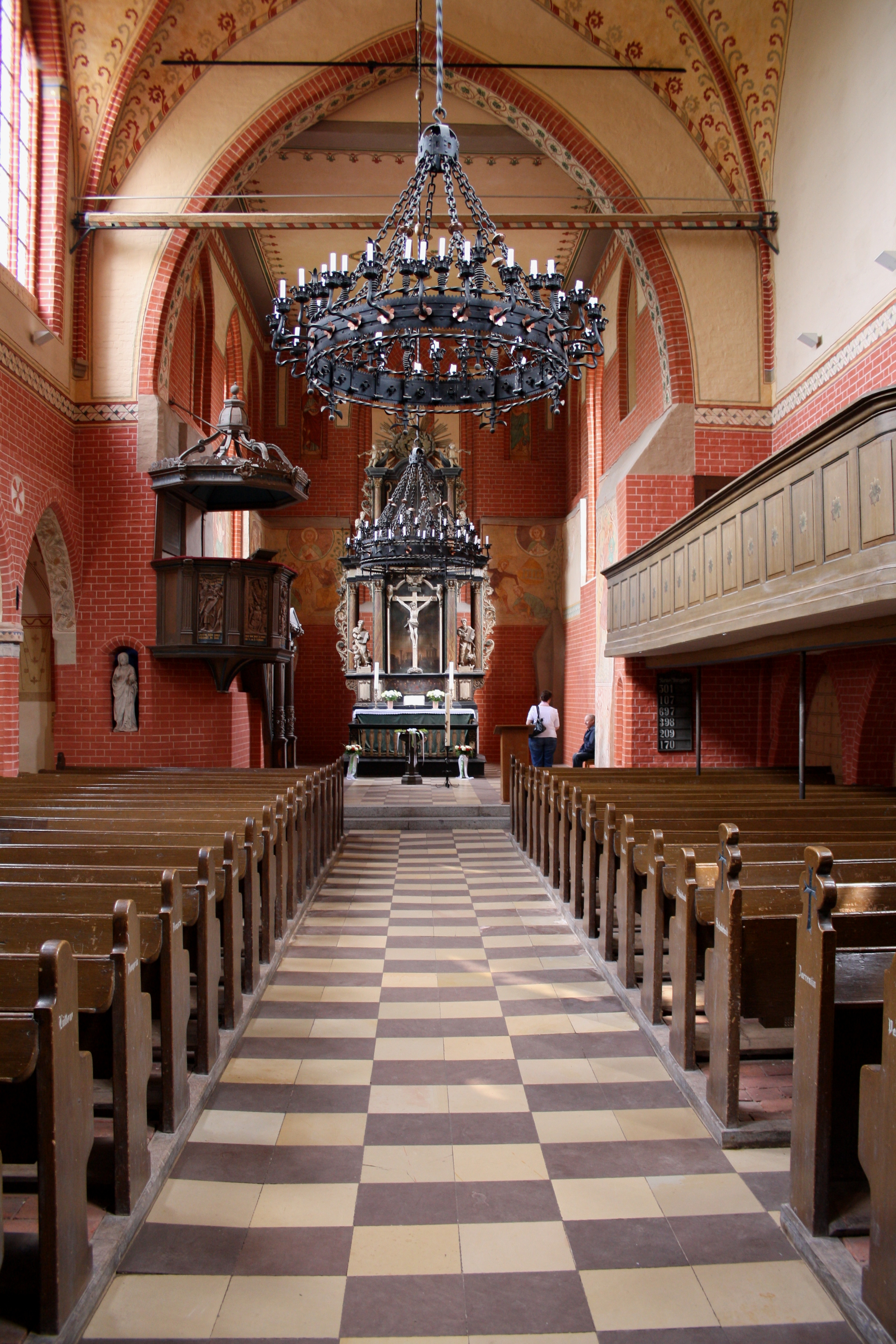
Klosterkirche, Kirchenraum
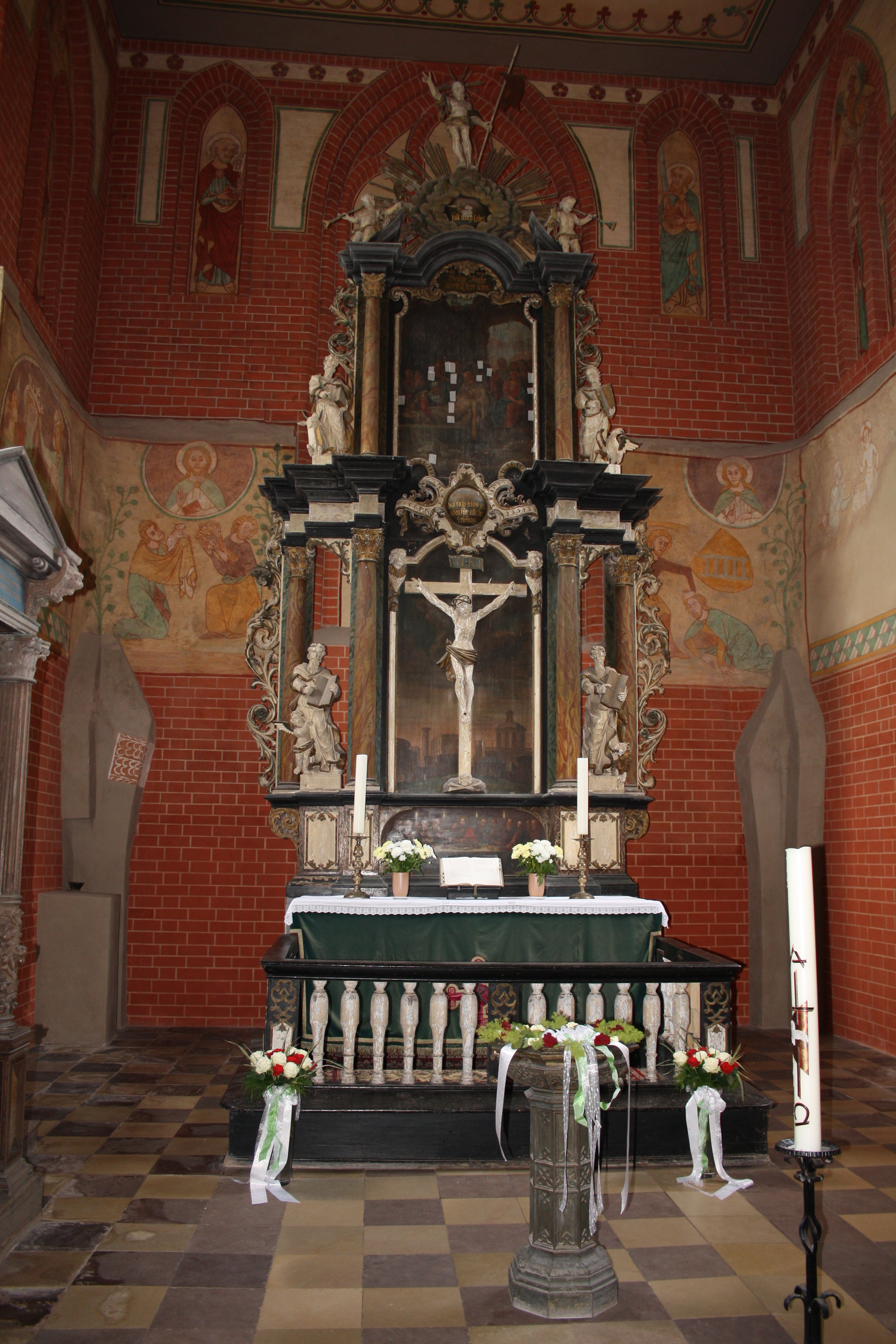
Klosterkirche, Altar
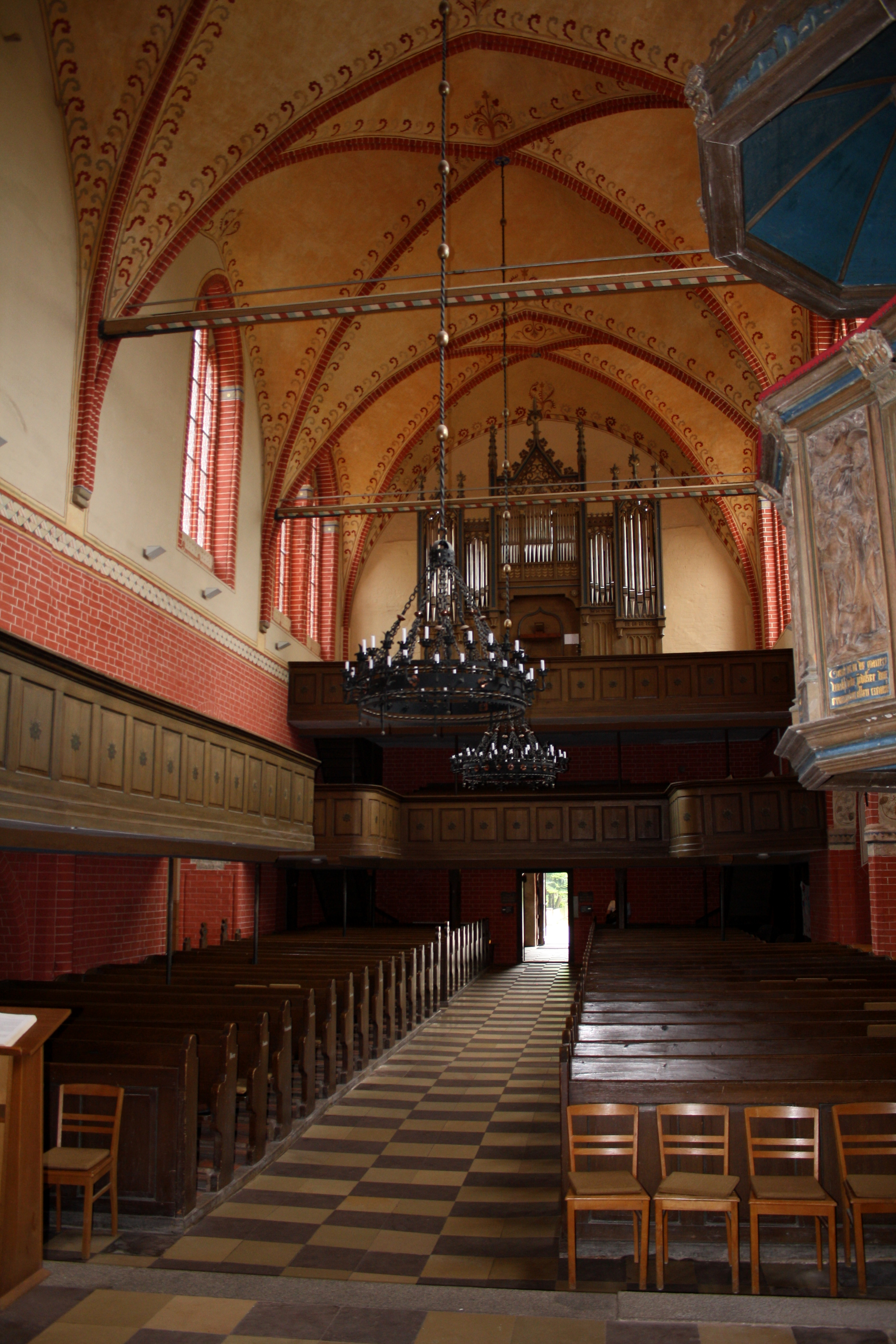
Klosterkirche, Orgelempore
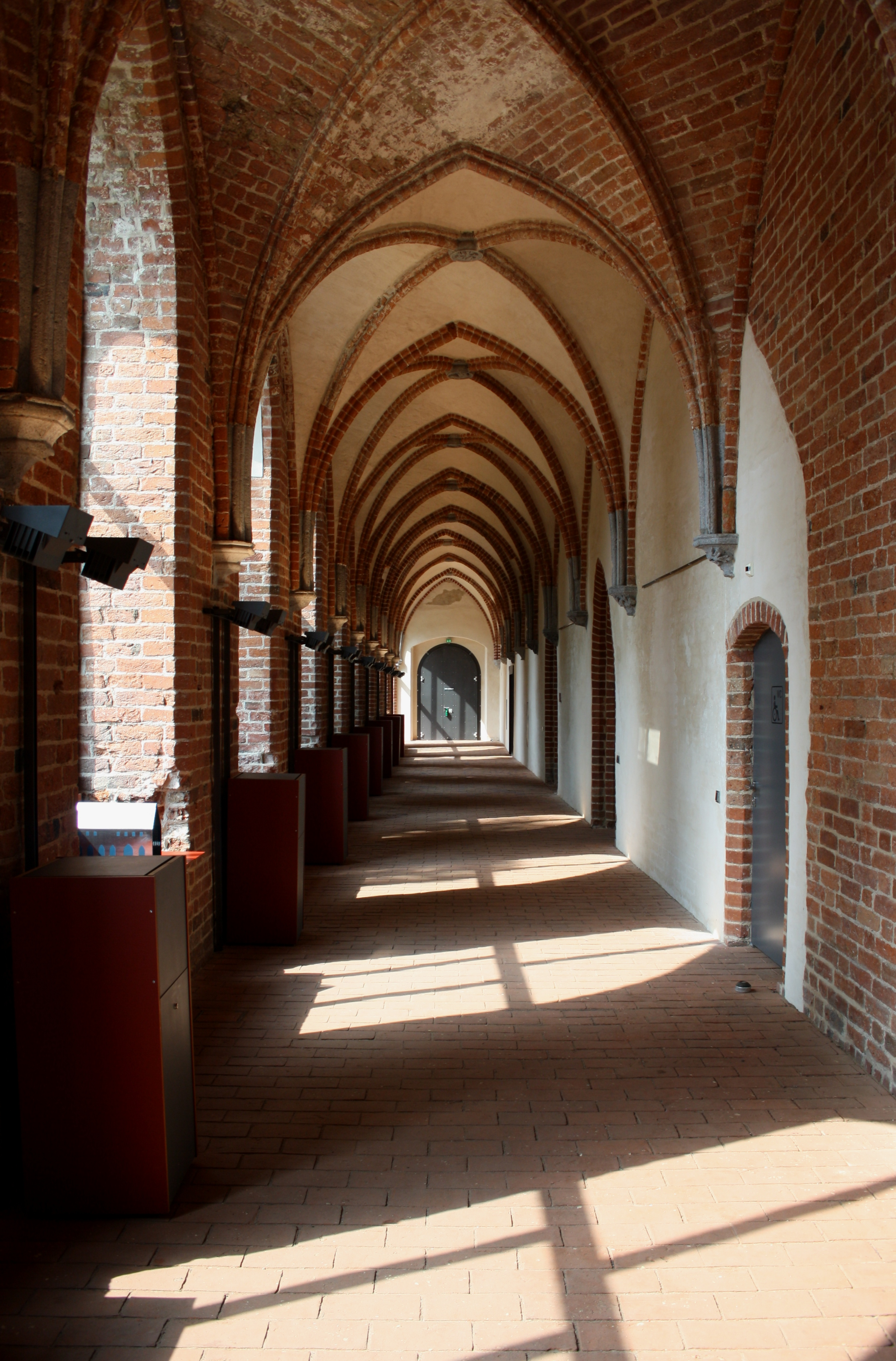
Kloster Zarrentin, Kreuzgang
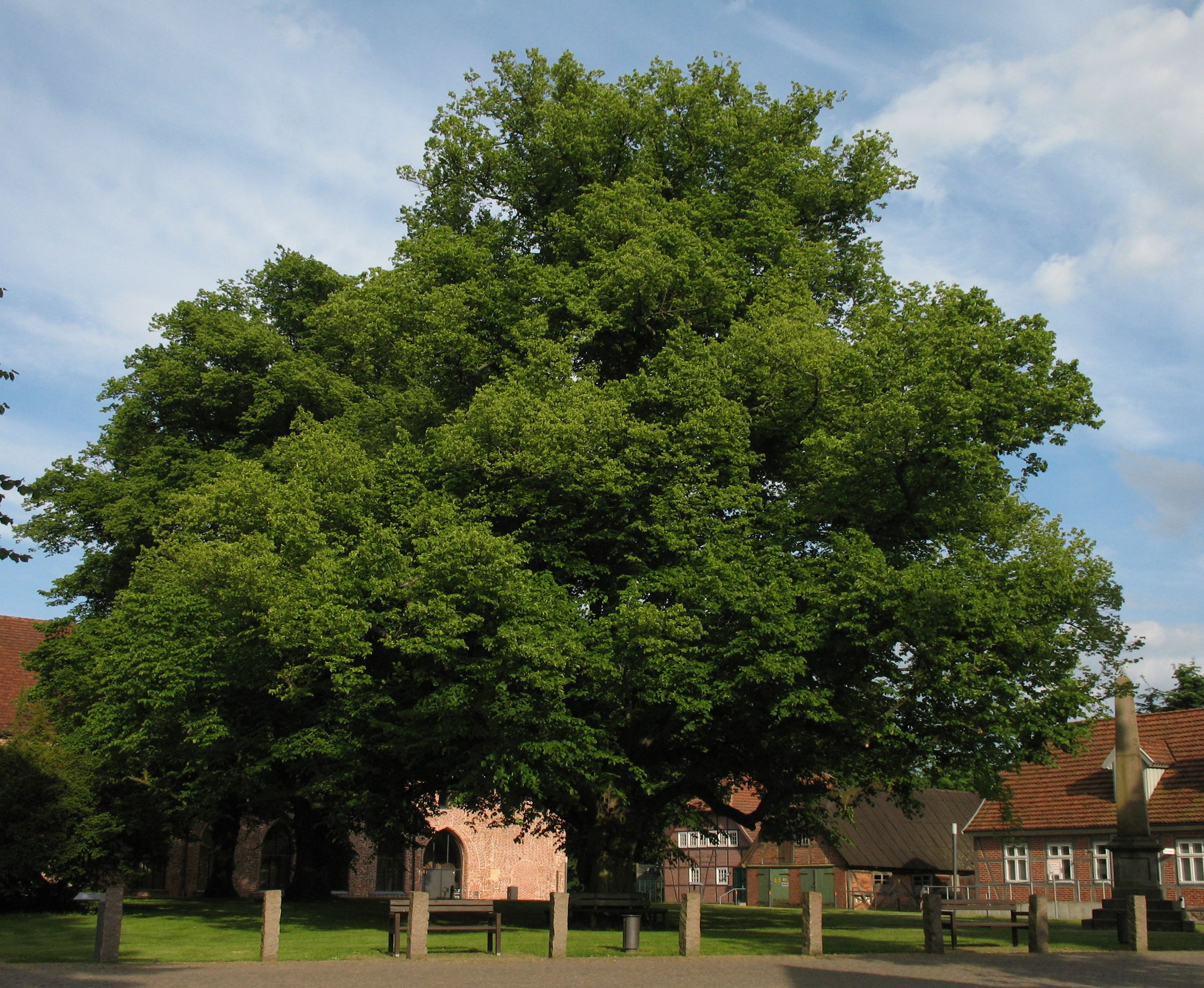
Linde am Kloster (Naturdenkmal)
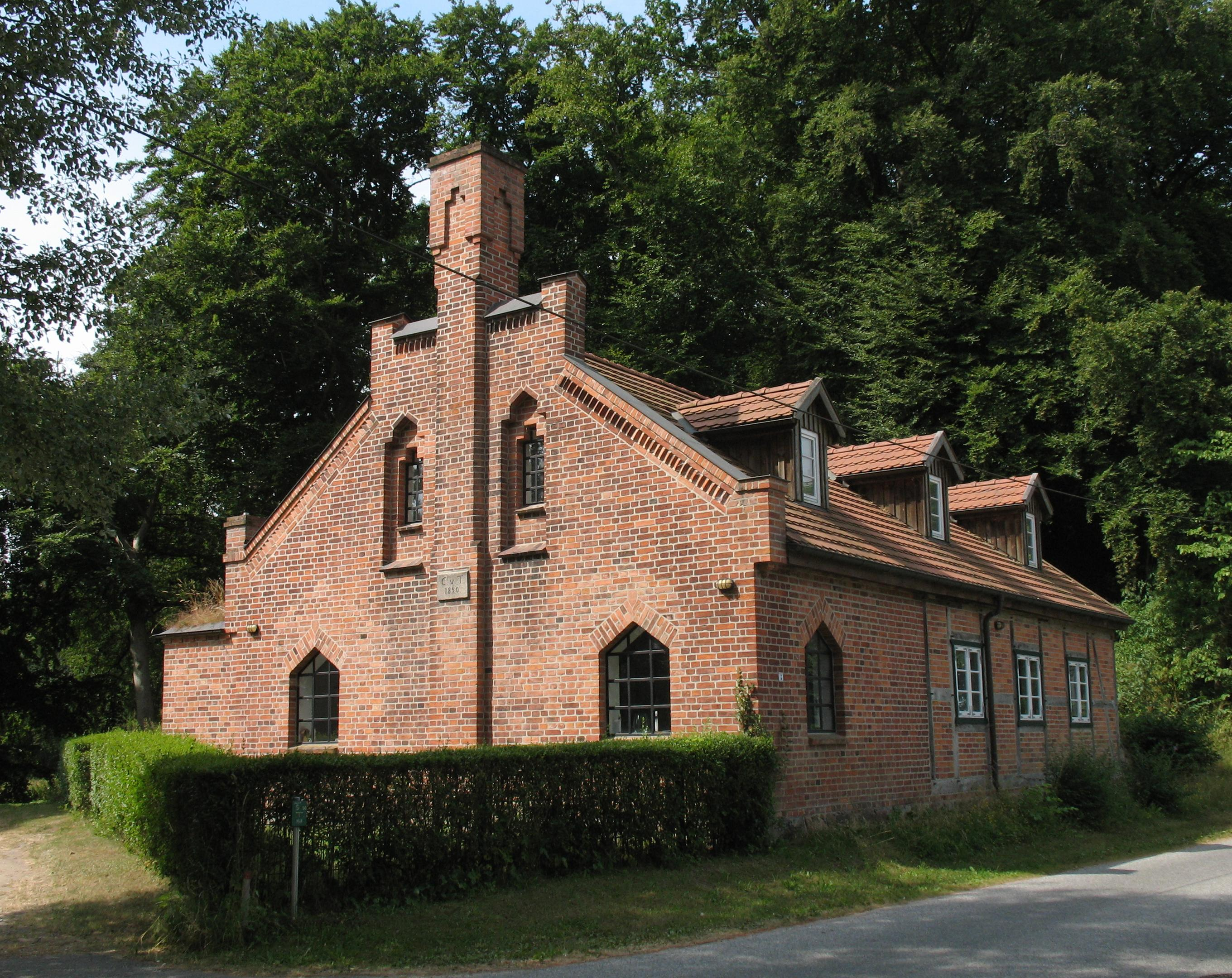
Boissow, Alte Schmiede
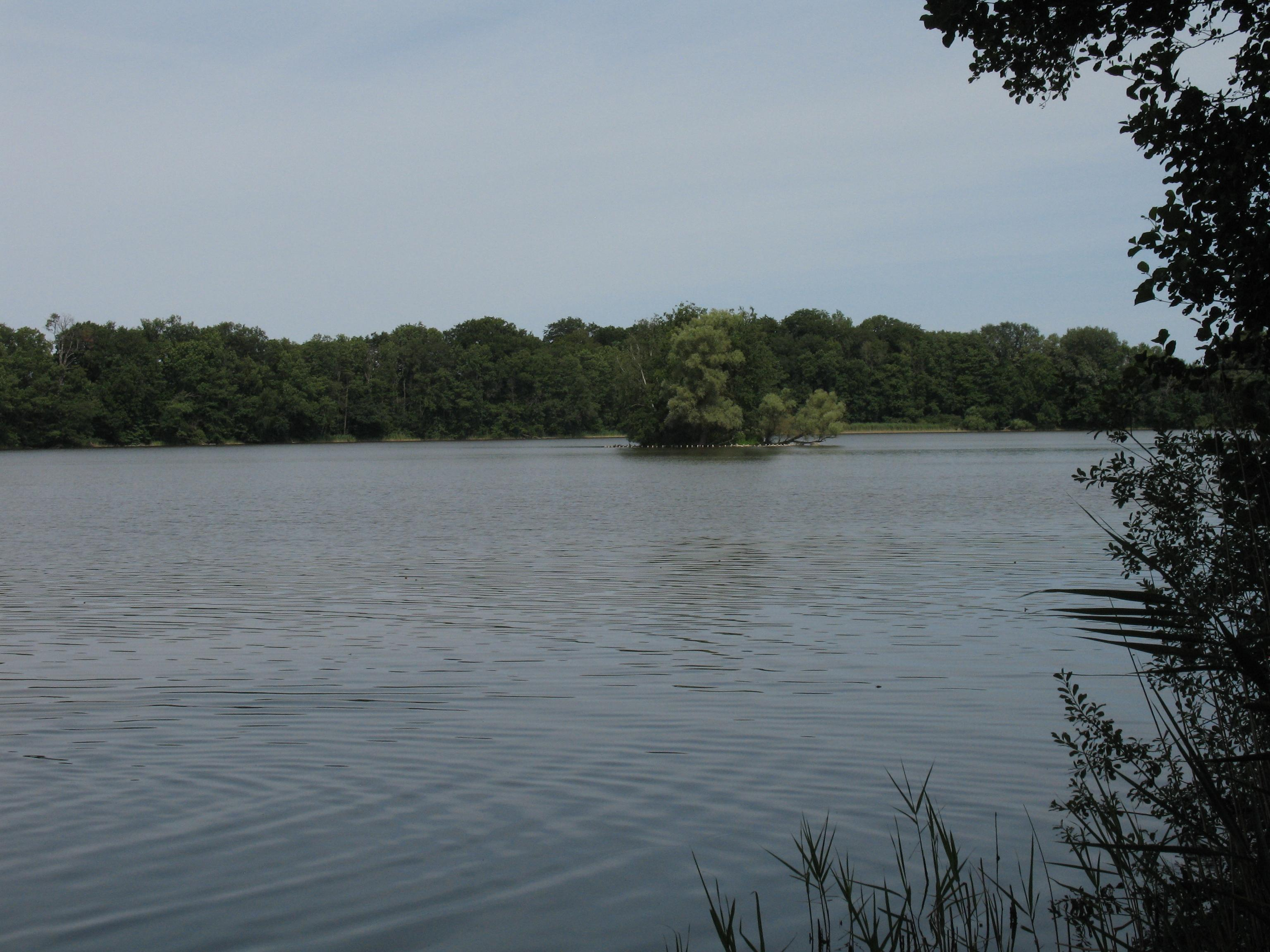
Naturschutzgebiet Boissower See

### Regelmäßige Veranstaltungen
- Theater im Pahlhuus (Puppentheater für Kinder, jeden 1. Mittwoch in den Monaten Februar–Dezember)
- Biosphäre-Schaalsee-Markt (jeden 1. Sonntag in den Monaten April–November)
- Neptunfest (1. Wochenende im Juli)
- Klostermarkt „Kunst & Werk“ (letztes Augustwochenende)[17]
- Apfeltag (Oktober)
- Kloster-/Weihnachtsmarkt (2. Advent)

## Wirtschaft und Infrastruktur

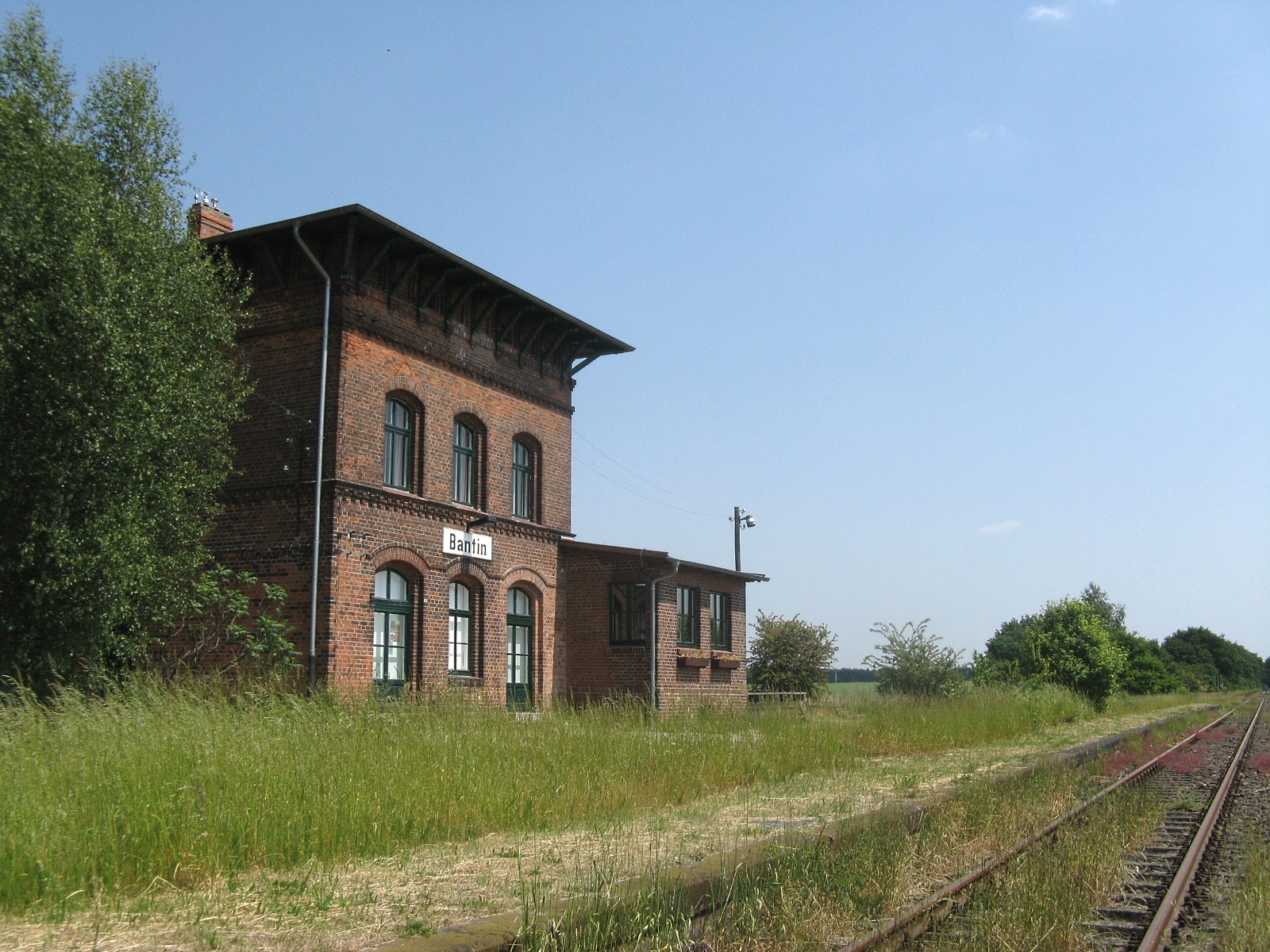
Haltepunkt Bantin, Empfangsgebäude (2008)

### Verkehr
In Zarrentin beginnt die Bundesstraße 195, die in südlicher Richtung über Boizenburg/Elbe und Dömitz nach Wittenberge führt. Über sie ist die Anschlussstelle Zarrentin an der Bundesautobahn 24 Berlin–Hamburg zu erreichen.
Die Stadt liegt seit 1896 an der Bahnstrecke Hagenow Land–Bad Oldesloe, der sogenannten Kaiserbahn, die bis zum Ende des Zweiten Weltkriegs Hagenow mit Bad Oldesloe verband. Mit der deutschen Teilung und dem Rückbau der grenzüberschreitenden Gleisanlagen wurde der Bahnhof Zarrentin (Meckl) zur Endstation auf DDR-Seite. 2000 wurde der regelmäßige Personenverkehr eingestellt. Zwischen 2008 und 2010 ließ die Westmecklenburgische Eisenbahngesellschaft (WEMEG) nochmals saisonal an jedem ersten Sonntag eines Monats zwei Zugpaare mit Schienenbussen unter der Marke Schaalsee-Express zwischen Hagenow Land und Zarrentin verkehren.
Der örtliche und regionale Busverkehr wird durch die Verkehrsgesellschaft Ludwigslust-Parchim mbh (VLP) gewährleistet.

### Öffentliche Einrichtungen
- Schulcampus Fritz Reuter (Zarrentin)
- Kinder- und Jugendeinrichtungen
- Bibliothek

## Persönlichkeiten

### Söhne und Töchter der Stadt
- Marianne von Rantzau (1811–1855), Diakonisse, in Testorf geboren
- Hermann von Rantzau (1815–1891), Offizier, in Testorf geboren
- Otto Mantzel (1882–1968), Bildhauer
- Joachim Seeländer (* 1924), Politiker (LDPD)
- Günter Warnecke (1937–2024), Professor für Fertigungstechnik und Werkzeugmaschinen
- Wolfgang Mewes (1942–2022), deutscher Naturschützer und Kranichforscher

### Mit Zarrentin verbundene Persönlichkeiten
- Otto Karsten (1899–1967), Politiker (CDU), Stadtrat in Zarrentin
- Ferdinand Schmidt (1909–1981), 1945 bis 1975 Apotheker und 1946 Begründer einer pharmazeutisch-historischen Bibliothek in Zarrentin